# هاسكر دو
هاسكر دو (بالإنجليزية: Hüsker Dü، وتُلفظ: /ˈhʊskər ˈduː/) كانت فرقة روك أمريكيَّة تأسست في مدينة سانت بول بولاية مينيسوتا عام 1979. جمعت الفرقة كلًا من عازف الغيتار والمغني بوب مولد وعازف البيس والمغني غريغ نورتن وقارع الطبول والمغني غرانت هارت. اُشتهرت هاسكر دو في بادئ الأمر كفرقة هاردكور بانك، ولكنها تحولت فيما بعد إلى الروك البديل. كان مولد وهارت هم من يقومان بتأليف أغاني الفرقة بصورة رئيسية. تميزت أغاني الفرقة بالتنقل بين هارت بصوته العالي ومولد بصوته الباريتوني (الجهير الأعلى).

## الألبومات
| السنة | الألبوم (الاسم الأصلي)       | الألبوم (بالعربية)        |
| ----- | ---------------------------- | ------------------------- |
| 1983  | Everything Falls Apart       | إڤريثينغ فولز أپارت       |
| 1984  | Zen Arcade                   | زِن آركيد                  |
| 1985  | New Day Rising               | نيو داي رايزنغ            |
| 1985  | Flip Your Wig                | فليپ يور ويغ              |
| 1986  | Candy Apple Grey             | كاندي أپل غريه            |
| 1987  | Warehouse: Songs and Stories | ويرهاوس: سونغز أند ستوريز |

## وصلات خارجية
- هاسكر دو على موقع الموسوعة البريطانية (الإنجليزية)
- هاسكر دو على موقع ميوزك برينز (الإنجليزية)
- هاسكر دو على موقع رولينغ ستون (الإنجليزية)
- هاسكر دو على موقع أول ميوزيك (الإنجليزية)
- هاسكر دو على موقع ديسكوغز (الإنجليزية)

- المتجر الرسمي لهاسكر دو (بالإنجليزية)
- قاعدة بيانات هاسكر دو (بالإنجليزية)
- هاسكر دو على مشروع الدليل المفتوح